# 土田英生
土田 英生（つちだ ひでお、1967年3月26日 - ）は、日本の劇作家、演出家、俳優。
愛知県大府市生まれ。京都府京都市在住。劇団「MONO」代表。所属事務所は有限会社キューカンバー（業務提携はキューブ）。

## 略歴
大府市立神田小学校、大府中学校、星城高等学校を経て、1985年に立命館大学産業社会学部入学後、学生劇団「立命芸術劇場」に入り演劇の世界へ。1年生のときに『デジャ・ヴュ』（鴻上尚史作）で主演に抜擢される。
その後大学を中退し、1989年「MONO」の前身となる「B級プラクティス」を結成。作・演出の多くを手掛けた。その後、1998年より3年連続で岸田國士戯曲賞最終候補となるが、受賞は逸した。
1991年、コント作家の故林広志らとコントユニット「GOVERNMENT OF DOGS」を結成。1999年、『その鉄塔に男たちはいるという』で第6回OMS戯曲賞大賞を受賞。2001年、文学座に提供した『崩れた石垣、のぼる鮭たち』により第56回芸術祭賞演劇部門にて優秀賞を受賞した。2003年、文化庁新進芸術家派遣研究員としてロンドンに留学。
これまで「日本の劇」戯曲賞、北海道戯曲賞の最終選考委員を務めた。現在は、OMS戯曲賞の最終選考委員を務める。また、俳優としても『半沢直樹』などいくつかの作品に出演している。

## 主な受賞歴
- 第6回OMS戯曲賞大賞（1999年）
- 咲くやこの花賞（2000年）
- 大阪府舞台芸術奨励賞（2000年）
- 京都市芸術新人賞（2000年）
- 第56回文化庁芸術祭優秀賞（2001年）
- 京都府文化賞奨励賞（2003年）

## 作品

### 主な舞台（劇作・演出）
1998年
- 劇団M.O.P.「遠州の葬儀屋」（作）

2000年
- パルコ・プロデュース「ボーイズ・タイム」（脚本）

2001年
- 文学座「崩れた石垣、のぼる鮭たち」（作）
- 劇団青年座「悔しい女」（作）

2002年
- Reading「椿姫」with 草彅剛（作・演出）
- 東京国際芸術祭「南半球の渦」（作・演出）

2006年
- ホリプロ「錦鯉」（作・演出）

2008年
- MONO「なるべく派手な服を着る」（作・演出・出演）

2009年
- MONO「床下のほら吹き男」（作・演出・出演）
- 福田転球×平田敦子÷土田英生「戸惑い男、待ち女」（作・演出）
- 演劇集団円「初夜と蓮根」（作）
- 劇団青年座「その受話器はロバの耳」（作）

2010年
- 土田英生セレクションvol.1「－初恋」（作・演出）
- G2プロデュース「相対的浮世絵」（作）

2011年
- アミューズ｢バッド・アフタヌーン」（演出）

2012年
- MONO「少しはみ出て殴られた」（作・演出・出演）
- リーディングドラマ「Re:」（作・演出）
- 演劇集団円「胸の谷間に蟻」（作）
- 土田英生セレクションvol.2「燕のいる駅」（作・演出）

2013年
- フジテレビ「二都物語」（脚本）

2019年
- MONO「はなにら」（作・演出・出演）

2020年
- MONO「その鉄塔に男たちはいるという+」（作・演出・出演）

2022年
- 三浜文化会館演劇制作事業「でたらめな神話」（作・演出・出演）
- 兵庫県立芸術文化センタープロデュース 100年の詩物語　朗読劇「アネト〜姉と弟の八十年間の手紙〜」（作・演出）

2023年
- 舞台「宇宙よりも遠い場所」（作・演出）[2]
- ニッポン放送「燕のいる駅-ツバメノイルエキ-」（作・演出）

### 主なテレビドラマ脚本
2000年
- 「浪花少年探偵団」（NHK教育）

2002年
- 「天才柳沢教授の生活」（CX）

2006年
- 「Happy!」（TBS）
- 「東京タワー 〜オカンとボクと、時々、オトン〜」（CX）

2007年
- 「おかしなふたり」（CX）

2008年
- 「ロス:タイム:ライフ」（CX）
- 「斉藤さん」（NTV）

2009年
- 「赤鼻のセンセイ」（NTV）

2013年
- 「斉藤さん2」（NTV）

2014年
- 「俺たちに明日はある」（CX）

2015年
- 「保育探偵25時〜花咲慎一郎は眠れない!!〜」（TX）

2017年
- 「この世にたやすい仕事はない」（NHK BSプレミアム）

2018年
- 「崖っぷちホテル!」（NTV）

### 主な映画脚本
2004年
- 「約三十の嘘」（原作・脚本）

2012年
- 「初夜と蓮根」（原作・脚本）

### 主な著書
2005年
- エッセイ「自家中毒 ある劇作家の肖像」（2003年・ぴあ関西版連載）

2013年
- 小説「ゴバンの目を走る女」（2012年・GEN-SAKU!連載）

2017年
- 小説「プログラム」（河出書房新社）

## 出演

### テレビドラマ
- 青春トライ'97（1997年 - 朝日放送） - ディレクター土田 役
- 青春トライ'98（1998年 - 朝日放送） - ディレクター土田 役
- ごちそうさん （2013年9月 - 2014年3月、NHK） - 勝田半次郎 役
- べっぴんさん（2016年10月 - 2017年4月、NHK）
- 半沢直樹 第1話 - 第4話（2020年7月19日 - 8月9日、TBS） - 平山一正 役[3]
- 忘れっぽいハムレット（2024年11月9日、テレビ愛知） - 大府市長 役[4]

### 映画
- 心のありか（2023年12月15日公開）[5]

### ラジオ
- 月極ラジオ（2006年3月 - 、毎日放送）
- 丑バラ（2008年1月 - 、毎日放送）
- 南野陽子 今日はナンノ日っ!（2024年12月20日、ニッポン放送） - ゲスト[6]